# Affaire d'État
Une affaire d'État est un cas judiciaire ou politique dont la mise en place a été rendue possible par l'entremise d'agents administratifs ou de personnalités politiques liés à des fonctions juridiques ou gouvernementales d'un ou plusieurs États.
Dans une autre mesure, un événement qui affecte en conséquence le gouvernement est également appelé « affaire d'État ».

## Application

### Notion et définition
Il n'existe pas de règle fixe permettant de définir ce qui relève d'une affaire d'État et ce qui n'est qu'un scandale impliquant des personnages haut placés, comme dans une affaire politico-financière ou une affaire de mœurs par exemple.
La notion de « scandale » fait référence à une communication d'une affaire à l'opinion publique et susceptible de déclencher une crise politique, et de l'ampleur prise par cette communication, tandis qu'une « affaire » peut exister même avec une communication étouffée.
En langue anglaise, cette distinction n'est non plus pas clairement établie, la culture populaire se contentant d'ajouter le suffixe « -gate » à ces affaires, en référence au scandale du Watergate.

### Participants
Une affaire d'État peut avoir comme protagonistes des hommes politiques influents, mais aussi des « hommes ou femmes de l'ombre » comme dans le cas d'espionnage.
Selon le politologue Philippe Raynaud, cette implication peut être par « complicité, négligence ou incompétence ».
Toutefois la seule participation de personnages de l'État ne suffit pas à en faire une affaire d'État, notamment pour opérer une distinction avec des dérives individuelles, comme le précise Pierre Steinmetz, ancien membre du Conseil constitutionnel. Ainsi, d'autres critères doivent venir s'ajouter.

### Critères d'une affaire d'État
En dehors de toute définition juridique, ce sont les médias qui définissent et précisent l'utilisation de ce terme.
En France, lors de l'affaire Benalla, des journalistes et des éditorialistes ont essayé de déterminer quels pouvaient être les critères d'une affaire d'État.
Le professeur d’histoire contemporaine Jean Garrigues et le politologue Olivier Rouquan ont posé les critères :
- L'implication du plus haut sommet de l'État ;
- l'idée de protéger un certain pouvoir (« raison d'État ») ;
- en conséquence un bouleversement de l'ordre des institutions ;
- ainsi que d'autres critères secondaires.

Le philosophe Philippe Raynaud estime qu'il faudrait une intention de l’État de commettre un acte délictueux, concrétisée par ses agents, pour que ce soit une affaire d’État,.

### Raison d'État
Lors d'un volet de l'affaire Borrel, la France a été condamnée par la Cour européenne des droits de l'homme (CEDH) à l'occasion de l'arrêt Morice c. France no 29369 du 23 avril 2015. Cet arrêt de portée européenne mentionne à cette occasion la raison d'État dans cette affaire.
Il s'agit d'un magistrat français dont l'assassinat à Djibouti pourrait avoir été commandité par des dignitaires locaux, au pouvoir. Des pressions diplomatiques ont été exercées sur les instances juridiques. Dans son arrêt, la Cour cite le Conseil des barreaux européens (CCBE), admis à intervenir, qui lui-même reprend le thème de la « raison d'État ».
L'avocat de la veuve du juge mentionne, à la suite de l'arrêt de la CEDH, « une affaire dans laquelle la raison d’État l’avait emporté ».

## Conséquences
Une affaire d'État débouche régulièrement sur une crise politique. La médiatisation des affaires peut participer à élever leur valeur auprès de l'opinion publique.

## Les affaires d'État célèbres

### Argentine
- Affaire des enfants volés sous la dictature argentine

### Belgique
- Question royale (1945-1951) : Série d'évènements politiques concernant le retour du roi Léopold III en Belgique après la guerre.
- Affaire de Louvain ; (1967-1968) : Expulsions des étudiants wallons de l'Université de Louvain. Cette affaire ébranlera durablement le paysage politique belge donnant notamment lieu à une Belgique fédérale et non plus unitaire.
- Tueries du Brabant (1982-1985) : Séries de crimes perpétrés principalement dans l'ancienne province du Brabant. Les motivations de ces crimes (28 morts) demeurent floues. Plusieurs pistes restent privilégiés notamment la Stratégie de la tension
- Affaire Cools (1991) et Affaire Agusta-Dassault (1994) : Assassinat de l'ancien ministre d'état et bourgmestre de Flémalle André Cools. Cet assassinat a valu trois procès d'assises en Belgique, n'a jamais réellement été élucidé. C'est l'une des plus grandes affaires politico-criminelles de l'histoire de Belgique. Elle débouchera notamment sur l'Affaire Agusta-Dassault
- Affaire Dutroux (1996) : Affaire pédo-criminelle qui ébranla durablement tant la classe politique que la population  belge. Les kidnappings et crimes commis par Marc Dutroux finissent par démontrer l'inefficacité des enquêteurs ainsi qu'une guerre des polices. À la suite de cette affaire, une Réforme des polices de Belgique est entreprise en 2001.

### Congo-Brazzaville
- Affaire des disparus du Beach

### Espagne
- Affaire des enfants volés du franquisme

### États-Unis d'Amérique
- le scandale du Watergate

### France
- Affaire Dreyfus
- Affaire du Rainbow Warrior
- Affaire du sang contaminé[7]
- Affaire Borrel
- Affaire des frégates de Taïwan
- Affaire Karachi[7]
- Affaire des ventes d'armes à l'Angola

### Royaume-Uni
- l'affaire Profumo

## Homonymie
Une affaire d'État peut également désigner une matière importante dans laquelle un État doit s'engager. Par exemple, l'éducation est une affaire d'État.